# 김인영 (작가)
김인영 (1969년 4월 25일 (55세) ~)은 대한민국의 방송 작가로 2015년 한국 방송작가상 시상식에서 《착하지 않은 여자들》로
한국방송작가상을 수상하였다.

## 주요 작품

### 장편
- KBS 수목드라마 《흑기사》 (2017년 12월 6일 ~ 2018년 2월 8일)
- KBS 수목드라마 《착하지 않은 여자들》 (2015년 2월 25일 ~ 2015년 5월 14일)
- MBC 수목 미니시리즈 《남자가 사랑할 때》 (2013년 4월 3일 ~ 2013년 6월 6일)
- KBS 수목드라마 《적도의 남자》 (2012년 3월 21일 ~ 2012년 5월 24일)
- MBC 수목 미니시리즈 《아직도 결혼하고 싶은 여자》 (2010년 1월 20일 ~ 2010년 3월 11일)
- KBS 수목드라마 《태양의 여자》 (2008년 5월 28일 ~ 2008년 7월 31일)
- MBC 수목 미니시리즈 《메리대구 공방전》 (2007년 5월 16일 ~ 2007년 7월 2일)
- MBC 월화드라마 《비밀남녀》 (2005년 8월 29일 ~ 2005년 11월 1일)
- MBC 주말드라마 《떨리는 가슴》[1]〈제1화 사랑〉(1·2회) (2005년 4월 2일 ~ 2005년 5월 8일)
- MBC 수목 미니시리즈 《결혼하고 싶은 여자》 (2004년 4월 21일 ~ 2004년 6월 17일)
- MBC 일요 아침 드라마 《기쁜 소식》 (2003년 1월 5일 ~ 2003년 6월 29일)
- MBC 수목 미니시리즈 《그 햇살이 나에게》 (2002년 1월 2일 ~ 2002년 2월 21일)
- MBC 수목 미니시리즈 《맛있는 청혼》 (2001년 2월 7일 ~ 2001년 3월 29일)
- MBC 수목 미니시리즈 《진실》 (2000년 1월 5일 ~ 2000년 2월 24일) ※ 소현경 공동 극본
- MBC 월화드라마 《맨발로 뛰어라》 (1998년 8월 17일 ~ 1998년 9월 8일)
- SBS 코믹 추리드라마 《이가사 크리스티》 (1995년 3월 10일 ~ 1995년 6월 30일)
- MBC 일요 아침 드라마 《짝》 (1994년 11월 20일 ~ 1998년 1월 4일)

### 단막
- MBC 베스트극장 《내 인생의 네비게이터》 (2005년 3월 18일)
- MBC 베스트극장 《짝사랑》 (2002년 6월 28일)
- MBC 베스트극장 《사랑하는 혜수 언니》 (2001년 7월 6일)
- MBC 베스트극장 《굿바이 오드리 헵번》 (1999년 5월 7일)
- MBC 8.15 특집극 《미찌꼬》 (1999년 8월 13일)
- MBC 베스트극장 《차이나타운》 (1999년 3월 26일)
- MBC 베스트극장 《그와 함께 타이타닉을 보다》 (1998년 6월 19일)
- MBC 베스트극장 《사랑에 관한 몇 가지 편견들》 (1996년 6월 14일)
- KBS 드라마게임 《내 사랑 미쉘》[2] (1994년 9월 18일) - 데뷔작